# Heisterbach (Usa)
Der Heisterbach ist ein über einen Kilometer langer, südöstlicher und rechter Zufluss der Usa im hessischen Hochtaunuskreis im Naturpark Taunus.

## Geographie

### Verlauf
Der Heisterbach entspringt im Taunus, östlich des Neu-Anspacher Ortsteils Anspach und gleich südlich der Bahnstrecke Friedrichsdorf–Albshausen. Er mündet schließlich südöstlich von Neu-Anspach-Westerfeld von rechts in die Usa. Das Heisterbachtal liegt zwischen dem Eichenbiegel (323,5 Meter über NN) im Norden und dem Stabelstein (349,5 Meter über NN) im Südwesten.

### Flusssystem Usa
- Fließgewässer im Flusssystem Usa

## Heisterbachstraße
Die städtische Straße (gehört der Stadt Neu-Anspach) zwischen der Anschlussstelle Wehrheim-Mitte der Bundesstraße 456 (Ortsumfahrung von Wehrheim) im Osten und der K 723 im Nordwesten verläuft im Ostteil im Talhang ein Stück weitgehend parallel zum Heisterbach und wird daher Heisterbachstraße genannt. Im nördlichen Drittel, dem Jüngsten Bauabschnitt, kreuzt sie die Landesstraße 3270 zwischen Westerfeld und Neu-Anspach und verläuft dann durch das Gewerbegebiet „Am Kellerborn“. Sie überbrückt den Usa-Zufluss Arnsbach, dessen rechten Zufluss Häuserbach und dessen rechten Zufluss Eisenbach sowie die Bahnstrecke Friedrichsdorf–Albshausen und wird selbst vom Hausener Weg überbrückt, der die Ortsteile Westerfeld und Hausen-Arnsbach als befestigter Rad-, Feld- und Fußweg verbindet. Obwohl es der Ausbau der Straße vermuten lässt, handelt es sich hierbei nicht um eine Land- oder Kreisstraße.
Im Rahmen des Baus der Heisterbachstraße wurden 1997 bei bodenarchäologischen Untersuchungen Reste von vorgeschichtlichen Siedlungen im Heisterbachtal gefunden. Es handelte sich um zwei Spuren aus der Latènezeit und zwei weitere aus der Mittelbronzezeit.

## Nachweise
1. ↑  Überraschungen beim Bau der Heisterbachstraße", Geschichtsverein Usingen e. V.